# 斯雷茨溫泉 (加利福尼亞州)
斯雷茨溫泉（英語：Slates Hot Springs）是位於美國加利福尼亞州蒙特雷縣的一個非建制地區。該地的面積和人口皆未知。

## 地理
斯雷茨溫泉的座標為36°07′25″N 121°38′14″W / 36.12361°N 121.63722°W，而該地的平均海拔高度為36米（即118英尺）。